# Hemlock
Hemlock (Tsuga canadensis) är ett barrträd från östra Nordamerika som tillhör familjen tallväxter. Trädet är vintergrönt och kan bli över 30 meter högt och över 500 år gammalt. Det är delstatsträd för Pennsylvania. 
Hemlocken uppskattas för sitt dekorativa växtsätt och har därför planterats i parker och trädgårdar, även utanför Nordamerika. Till Europa kom trädet år 1736, då det introducerades som prydnadsträd i engelska trädgårdar. Det finns över 300 odlade sorter, av vilka många är dvärgformer eller buskartade former med ett utseende som starkt skiljer sig från det vildväxande trädet. 
Namnet hemlock påstås komma från att krossade barr doftar likadant som den giftiga örten odört Conium maculatum = hemlock på engelska. Lukten liknar vissa flockblomstriga växters, dock inte odörtens.

## Utseende
Hemlocken har vanligen en rak och upprättväxande stam, och endast sällsynt förekommer träd med grenade stammar. Barken på stammen är gråbrunaktig och har en fårad struktur, särskilt med stigande ålder. En annan egenskap för barken är att den är flagande. Kronan är bred och konisk. Barren är mörkgröna och platta med smal spets. Ett kännetecken för arten är att barrens undersida har två ljusare band. Kottarna är små, endast omkring 1,5 till 2,5 centimeter, och är till en början gröna för att när de mognar bli bruna. Hos de omogna kottarna ligger fjällen tätt slutna, men när kottarna mognar blir de utstående.

## Utbredning
Hemlockens utbredningsområde sträcker sig från nordöstra Minnesota österut genom södra Québec till Nova Scotia och söderut genom Appalacherna till norra Georgia och Alabama. Det växer också i några mer avgränsade områden, som i sydöstra Piedmont, från västra Ohio och in i Illinois och i östra Minnesota. 
Trädet växer företrädesvis på en nivå av 600 till 1 500 meter över havet, men i de norra delarna av utbredningsområdet växer det även i mer låglänta områden. Främst växer det på platser med relativt hög fuktighet. Arten tål skugga väl och förekommer både i blandskogar och i mer rena bestånd.

## Användning
I sitt ursprungsområde är hemlocken ett av de träd som brukas inom skogsbruket och det bearbetas också inom pappersindustrin.
Hemlockgranens bark har i stor utsträckning använts i Nordamerika till garvmedel, företrädesvis av sulläder, som genom detta garvmedel blir tungt och fast. Det s.k. hemlocklädret, som kännetecknas av sin mörkröda färg, har även exporterats till Europa. 
Ett särskilt extrakt av barken har även haft användning inom den europeiska garveriindistrin. Detta är tjockflytande, mörkrött och löser sig ej klart i kallt vatten.

## Ekologi
Ibland bildar arten trädgrupper eller skogar där inga andra träd ingår. Hemlock är vanligare i barrskogar eller blandskogar där andra barrträd som weymouthtall, Pinus resinosa, balsamgran, Picea rubens, vitgran och kanadalärk eller lövträd som sockerlönn, rödek och Fagus grandifolia samt arter av björksläktet och poppelsläktet ingår.

## Status
Sedan 1950-talet lever den introducerade insekten Adelges tsugae i östra Nordamerika som medför att flera exemplar av hemlock dör. Ett varmare klimat i framtiden skulle gynna parasiten. Redan under förhistorisk tid varierade artens population betydlig, troligen på grund av skadedjur. IUCN listar arten som nära hotad (NT).